# 卜徒父
卜徒父（?—?），春秋时代秦国秦穆公时的占卜者，掌龟卜。
前645年，秦穆公讨伐晋国，卜徒父用筮草占卜，吉利：“渡过黄河，毁坏晋侯的车子。”秦穆公追问，卜徒父回答：“这是大吉。晋军连败三次，必俘获晋国国君。这一卦得到《蛊卦》，繇辞说：‘千乘三去，三去之余，获其雄狐。’雄狐指的一定是他们的国君。《蛊》的内卦是风，外卦是山。时令到秋天，我们的风吹落了他们山上的果实，还取得他们的木材，所以能战胜。果实落地而木材丢失，不打败仗还等待什么？”战斗时，晋国在韩原连败三次，晋惠公被俘。